# Ivan Hladík
Ivan Hladík (* 2. října 1975 Praha) je český textař, scenárista, spisovatel a redaktor, píšící také pod pseudonymem Ivan Dachs Hladík či Ian Dachs.

## Biografie
Tvorbě písňových textů a psané tvorbě obecně se věnuje od roku 1994, profesionálně od roku 1996. Mezi první CD, na kterých se autorsky podílel, patřilo „comebackové“ album Rebels a album Hazard Petra Dopity. Skladby s jeho texty zpívají např. Jiří Korn, Petr Kolář, Magda Malá, Michael Kocáb, Radka Fišarová, Zlata E. Kinská, Bára Basiková a řada dalších. Spolupracoval mimo jiné i s Michaelem Jayem, autorem hudby pro Celine Dion a soundtracku Top Gun. Jako autor libret a textů písní je spolutvůrcem původních scénických projektů na Křižíkově fontáně (Notre Dame de Paris, Malá mořská víla, James Bond – Agent 007 a Tristan a Isolda).
Na Křižíkově fontáně (Výstaviště Praha) působil od r. 1995 do závěru roku 2017 jako produkční, tiskový mluvčí nebo v marketingu.
Z tvorby můžeme dále uvést text písně „The Rule‘s of Lie“ – titulní skladby soundtracku filmu Pravidla lži nebo skladbu „Jsem strážný anděl tvůj“ z výběrového dvoualba The Best of Michael Kocáb. Je autorem českých verzí známých písní zahraničních zpěváků, jako např. Eltona Johna (Sorry Seems To Be The Hardest Word), hitů Tiny Turner nebo filmových skladeb (Love song for A Vampire, My heart will go on aj.).
Kromě tvorby písňových textů se věnuje psaní próz, filmových a televizních scénářů, žurnalistice.
V roce 2014 vydala spol. Fragment knihu „Detektiv Michael Crow: Klauni“, což je první díl prózy v thrillerovém žánru (vydáno pod pseudonymem Ian Dachs). Na ni naváže druhý díl „Detektiv Michael Crow: Krev není voda“. Autor nyní připravuje pro vydání společenský román „Něco jako štěstí“.
Jako redaktor se věnuje především psaní o filmech, filmové hudbě, literatuře, knihách, cestování a rozhovorům. Ve volném čase píše i fanfikce ze světa Harryho Pottera, jakožto fanoušek ságy. Dále také tvůrčí psaní učí, s ohlasem se setkaly jeho přednášky v rámci Potterline a akce Comic Con Prague v letech 2022 či 2023.

## Literární díla
- Catherine – próza (2011)
- Druhý pohled – próza (2012)
- Detektiv Michael Crow: Klauni – próza (2014, Fragment)[1]
- Kouzla příběhů (interpret Vladimír Marek) & Nová psí pohádka (interpret Jiří Lábus) (audioknižní příběhy, 2015)
- Zlatá první republika – edice Blesk extra (krátký příběh, 2018)
- Dekameron 2020 – antologie (povídka, 2020)
- Global Insides, The Vaccine – antologie (USA, povídka, 2021)[2]
- Portál (povídka, 2022, Fobos)[3]

## Muzikály
- Malá mořská víla (2000–2017, Křižíkova fontána)
- Notre Dame de Paris (2001–2017, Křižíkova fontána)
- James Bond 007 (2001, Křižíkova fontána)
- Benjamin aneb život pěšáka (2001)
- Tristan a Isolda (2010–2017, Křižíkova fontána)

## Divadelní a TV scénáře
- Kočky (2008, TV seriál)
- Taneční skupina roku 2010 (2011, TV pořad)
- Úlomek (2011, TV povídka)
- Elixír; Kronika vzpomínek (2013, námět TV pořadu)
- TV scénáře seriálu; autor smluvně vázán mlčenlivostí o projektu (2017 až 2019)
- The Gravestone / Náhrobek (alt. Hrob, který zůstal) (2017, festivalový snímek)
- Krev mé krve (2018, divadelní hra)

## Galerie

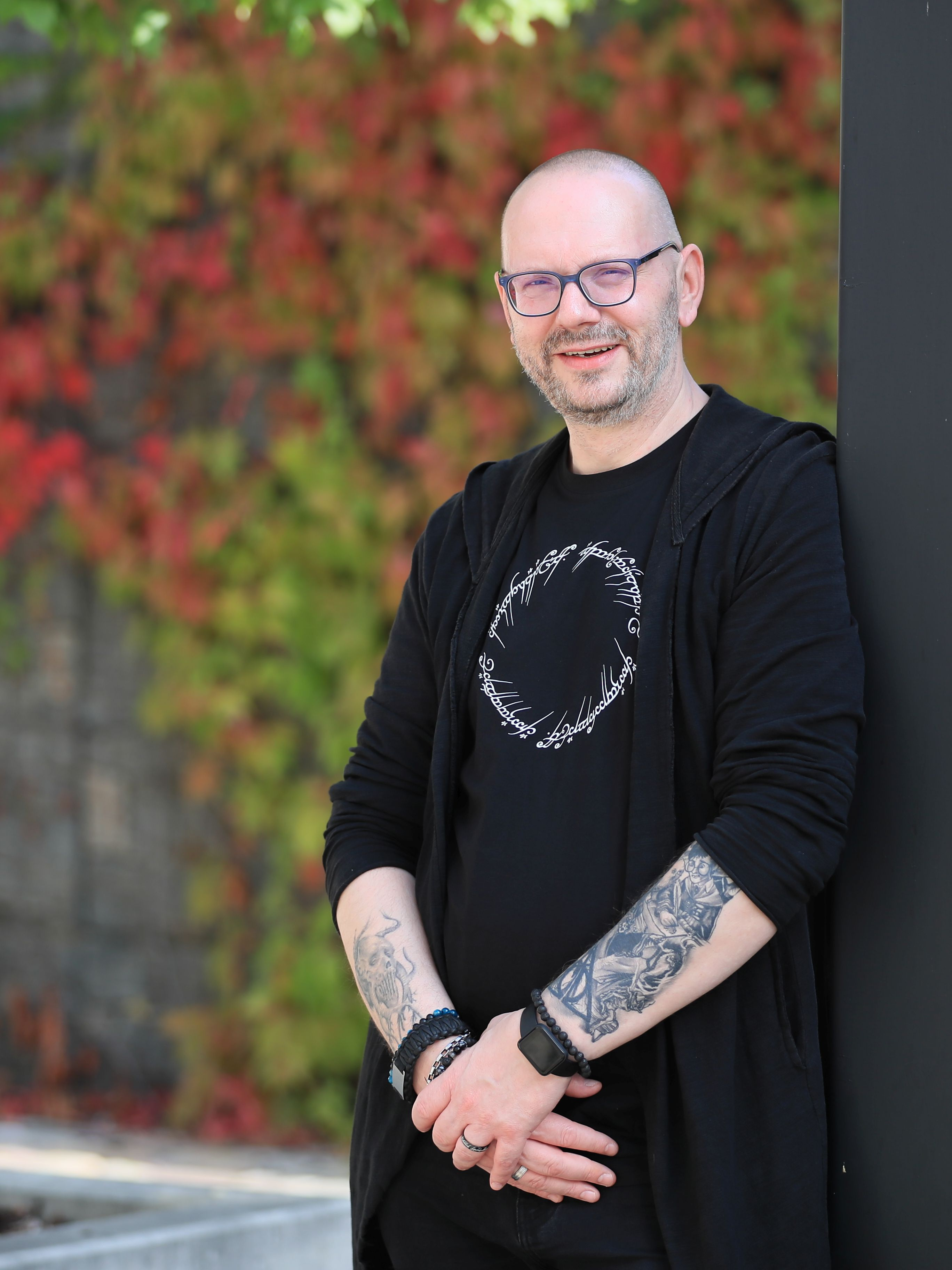
Ivan D. Hladík, září 2023.
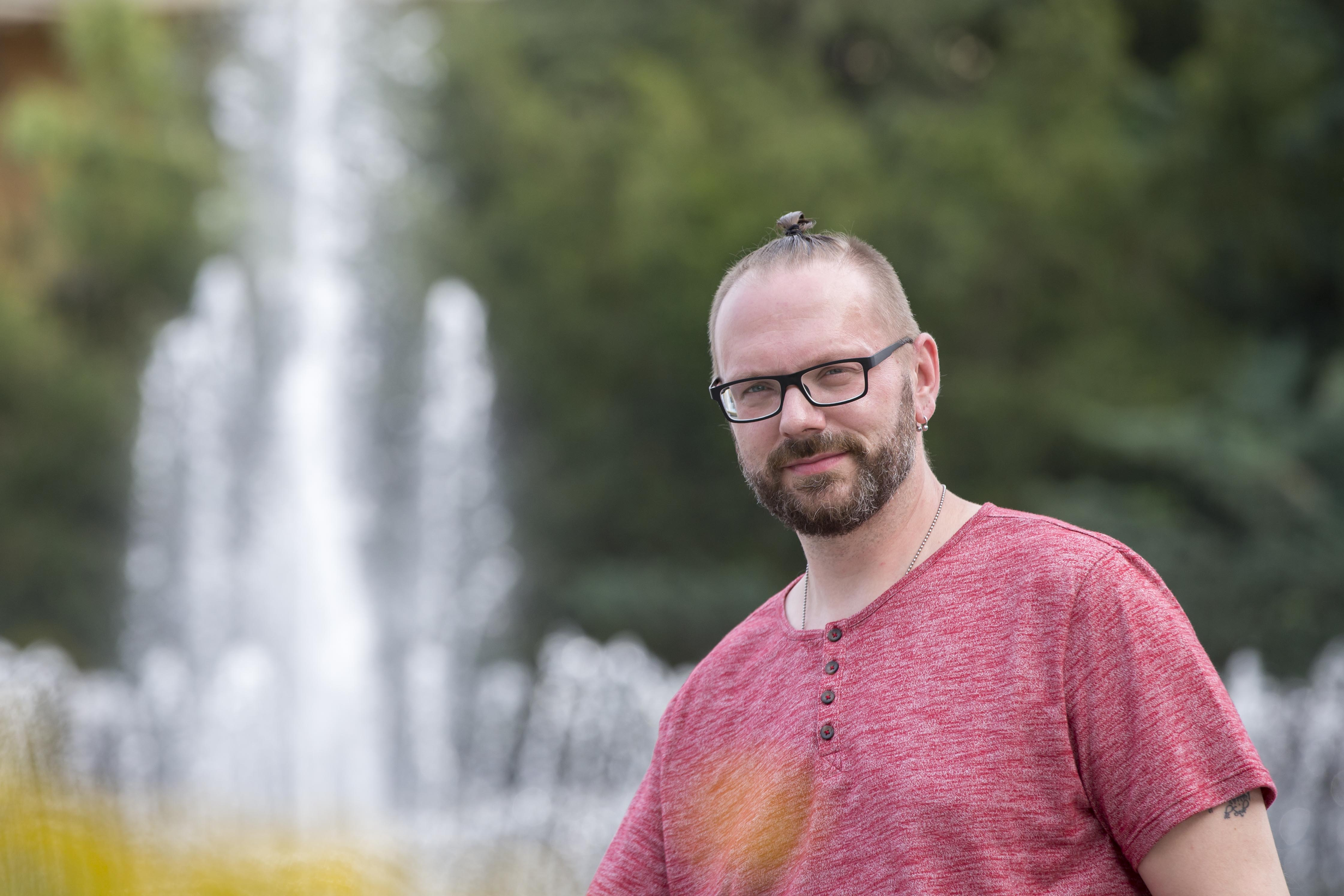
Spisovatel, textař a scenárista Ivan D. Hladík (Ian Dachs).
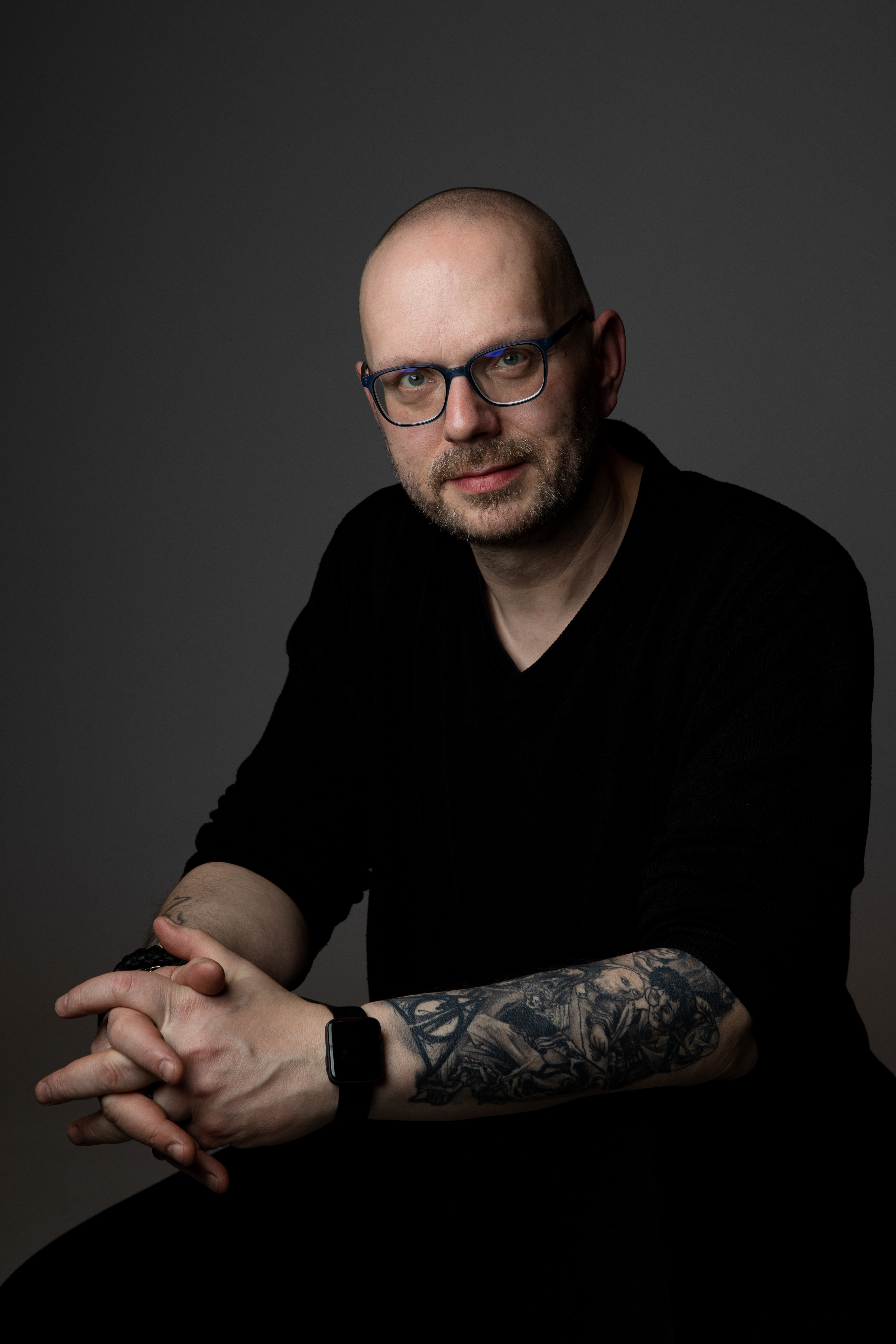
Oficiální snímek, 2023.